# Onano
Onano är en ort och kommun i provinsen Viterbo i regionen Lazio i Italien. Kommunen hade 976 invånare (2018).